# Karol Dunin
Karol Gustaw Dunin (ur. 28 lipca 1850 w Skroniowie, b. powiat jędrzejowski, gubernia kielecka, zm. 16 czerwca 1917 w Moskwie), prawnik polski.

## Życiorys
Pochodził z rodziny ziemiańskiej, był synem Bolesława Feliksa Szpott-Dunina i Marii z Wolskich I voto Łempilskiej, bratem znanego lekarza Teodora. Kształcił się w gimnazjum w Pińczowie (do 1868), następnie studiował na Wydziale Prawa i Administracji Szkoły Głównej Warszawskiej (od 1869 Uniwersytetu Warszawskiego), który ukończył jako magister prawa cywilnego w 1877. Rozprawę magisterską O mazowieckim prawie wydał po uzupełnieniach i poprawkach w 1880 pod tytułem Dawne prawo mazowieckie. Pracował jako adwokat oraz nauczyciel historii nauk społecznych i historii (na pensji dziewczęcej J. Sikorskiej i w gimnazjum H. Benniego w Warszawie). Publikował na łamach „Gazety Sądowej Warszawskiej” (1891–1897 redaktor naczelny), „Ateneum”, „Niwy”, „Nowin”.
W 1907 był w gronie członków założycieli Towarzystwa Naukowego Warszawskiego, pełnił także funkcję prezesa Warszawskiego Towarzystwa Prawniczego. Pracował jako radca prawny w Bibliotece Zamojskich i w Towarzystwie „Cedegren” oraz zastępca radcy prawnego w Wydziale Prawnym Kolei Warszawsko-Wiedeńskiej. Prowadził głośną sprawę o odszkodowania po katastrofie kolejowej w 1900, zorganizował pismo kolejowe „Kurier Kolejowy”. Po wybuchu I wojny światowej wraz z personelem Kolei Warszawsko-Wiedeńskiej został ewakuowany do Moskwy, gdzie działał w Komitecie Polskim (kierowanym przez Aleksandra Lednickiego) oraz wykładał historię prawa polskiego i ekonomię polityczną na Kursach Wyższych dla Uchodźców z Polski (1914–1915).
Był autorem szeregu ważnych publikacji przede wszystkim z prawa cywilnego, m.in.:
- Nowszy zwrot w nauce prawa prywatnego
- Testament i spadkobranie beztestamentowe
- Studium o opiece
- Ograniczenia prawa własności
- O prawie własności (1885)
- Sądy gminne
- Czy żonie upadłego służy przywilej na majątku masy upadłości męża?
- Nowe prawo na wynalazki i udoskonalenia (1896, pionierska praca z dziedziny prawa autorskiego)
- O istocie hipoteki prawnej (1898)
- Zasady prawa handlowego (1906, wydanie drugie 1908)
- Prawa kobiet w nowym kodeksie cywilnym szwajcarskim w porównaniu z innymi prawodawstwami (1909)
- Adwokatura naszych czasów (1904)
- O Themis Polskiej (o pierwszym polskim czasopiśmie prawniczym)

### Życie prywatne
Dunin był mężem nauczycielki Eugenii z domu Pytlińskiej, z którą miał dwoje dzieci córkę – literatkę Helenę Duninównę oraz syna Mieczysława Dunina.
Źródła:
- Krzysztof Pol, Karol Dunin. Leksykon Prawników Polskich, w: „Rzeczpospolita”, dodatek „Prawo co dnia” z 20 stycznia 2000
- Biogramy uczonych polskich, Część I: Nauki społeczne, zeszyt 1: A-J, Wrocław 1983